# Cîndea-Ioan Niculiță
Cîndea-Ioan Niculiță (n. 1 mai 1946) este un fost deputat român în legislatura 1990-1992, ales în județul Alba pe listele partidului FSN. Cîndea-Ioan Niculiță a fost membru în grupurile parlamentare de prietenie cu Regatul Spaniei, Australia, Canada și Regatul Unit al Marii Britanii și Irlandei de Nord.  